# کلمپ فورستر

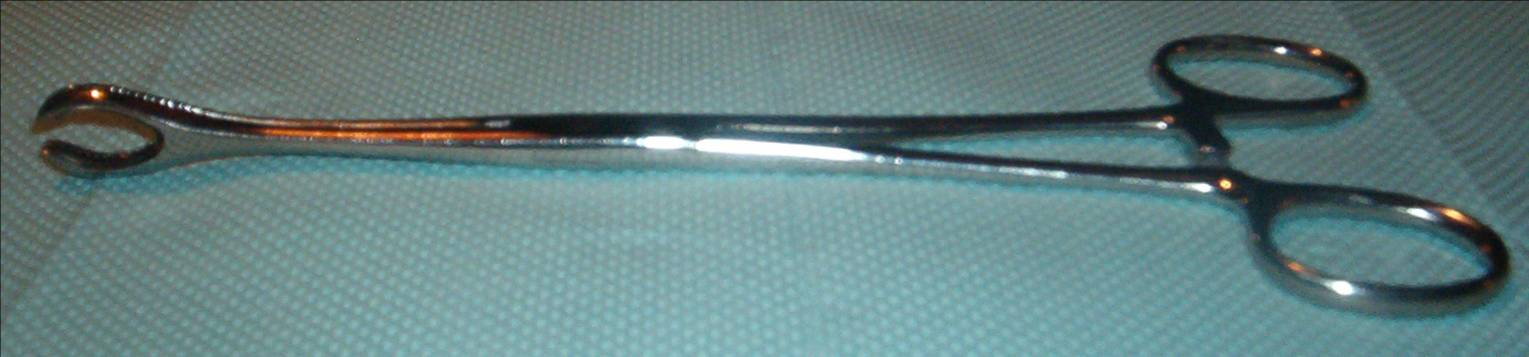
کلمپ فورستر

کلمپ فورستر یا فورسپس اسپانج (به انگلیسی: Foerster clamp) ابزاری با یک شیار دایره‌ای دندانه‌دار جهت نگه‌داری گاز در حین پرپ پوست بیمار که پیش از عمل جراحی کاربرد دارد. به طور معمول برای سوراخ‌کاری بدن به‌خصوص در سوراخ کردن زبان بکار می‌رود.
- در تمامی ست‌های جراحی موجود می‌باشد.
- نمونه ی فورستر یکبارمصرف پلاستیکی بایگانی‌شده  در ۹ اوت ۲۰۲۰ توسط Wayback Machine نیز تولید شده.

## نگارخانه

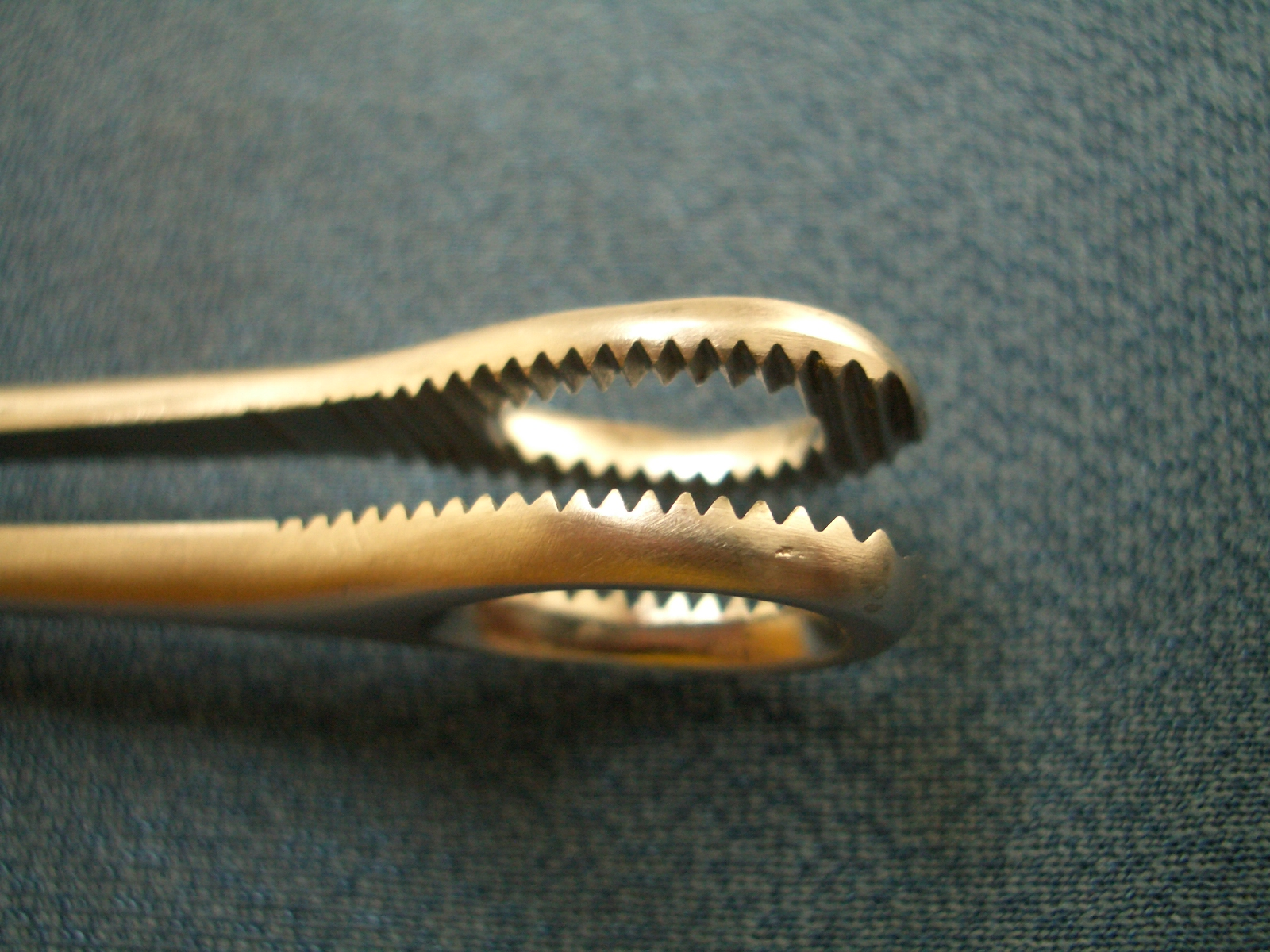
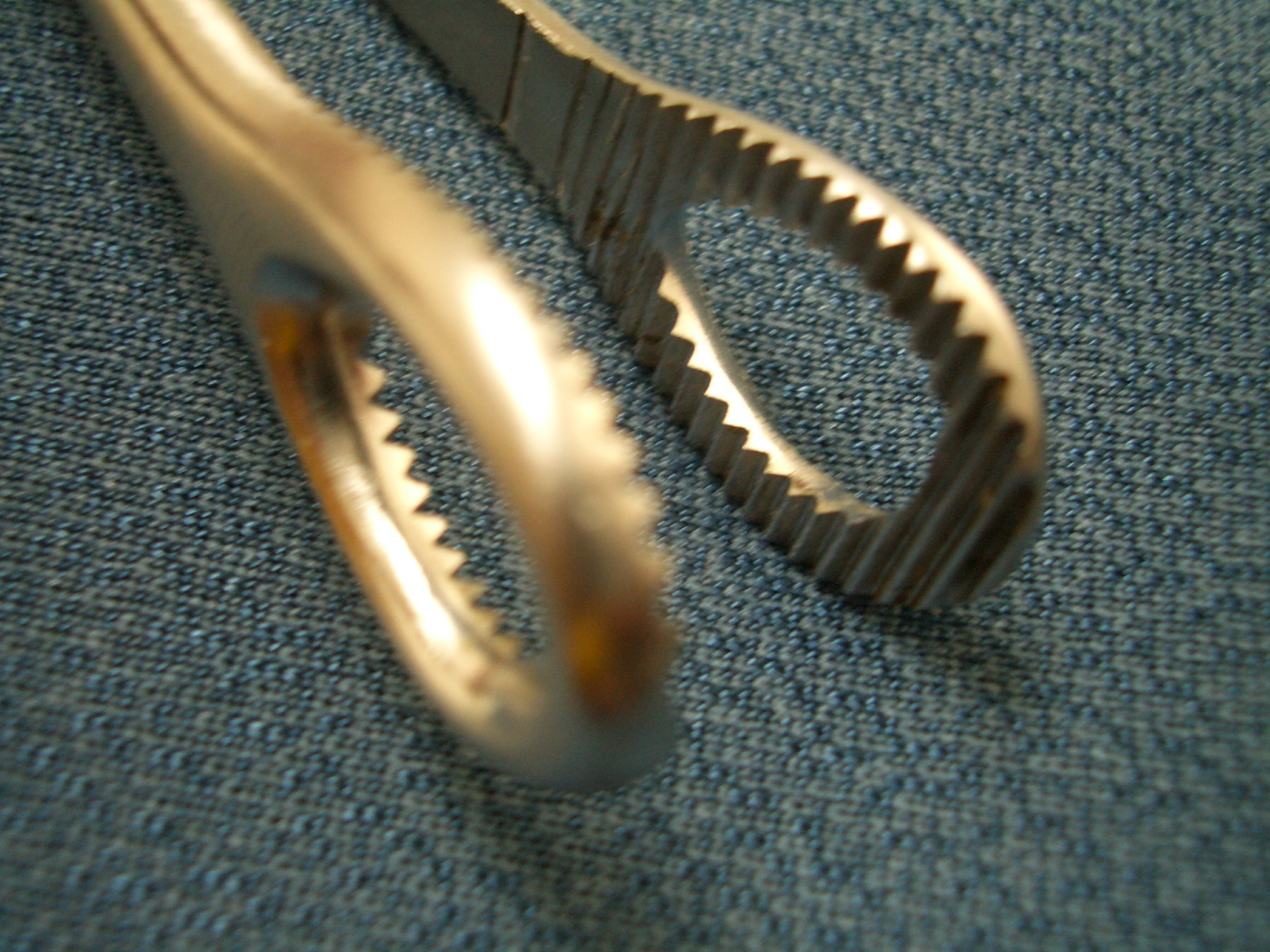
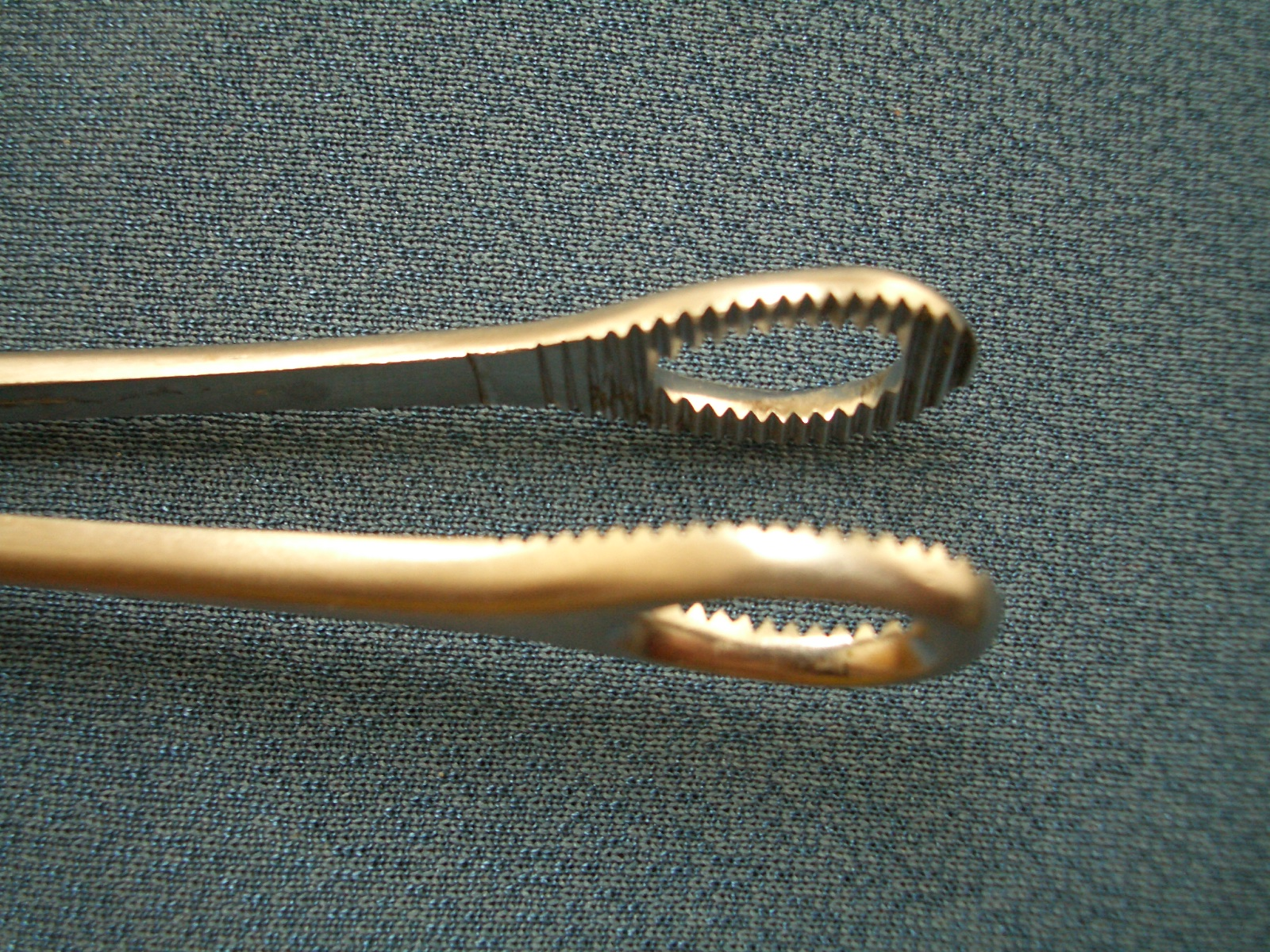
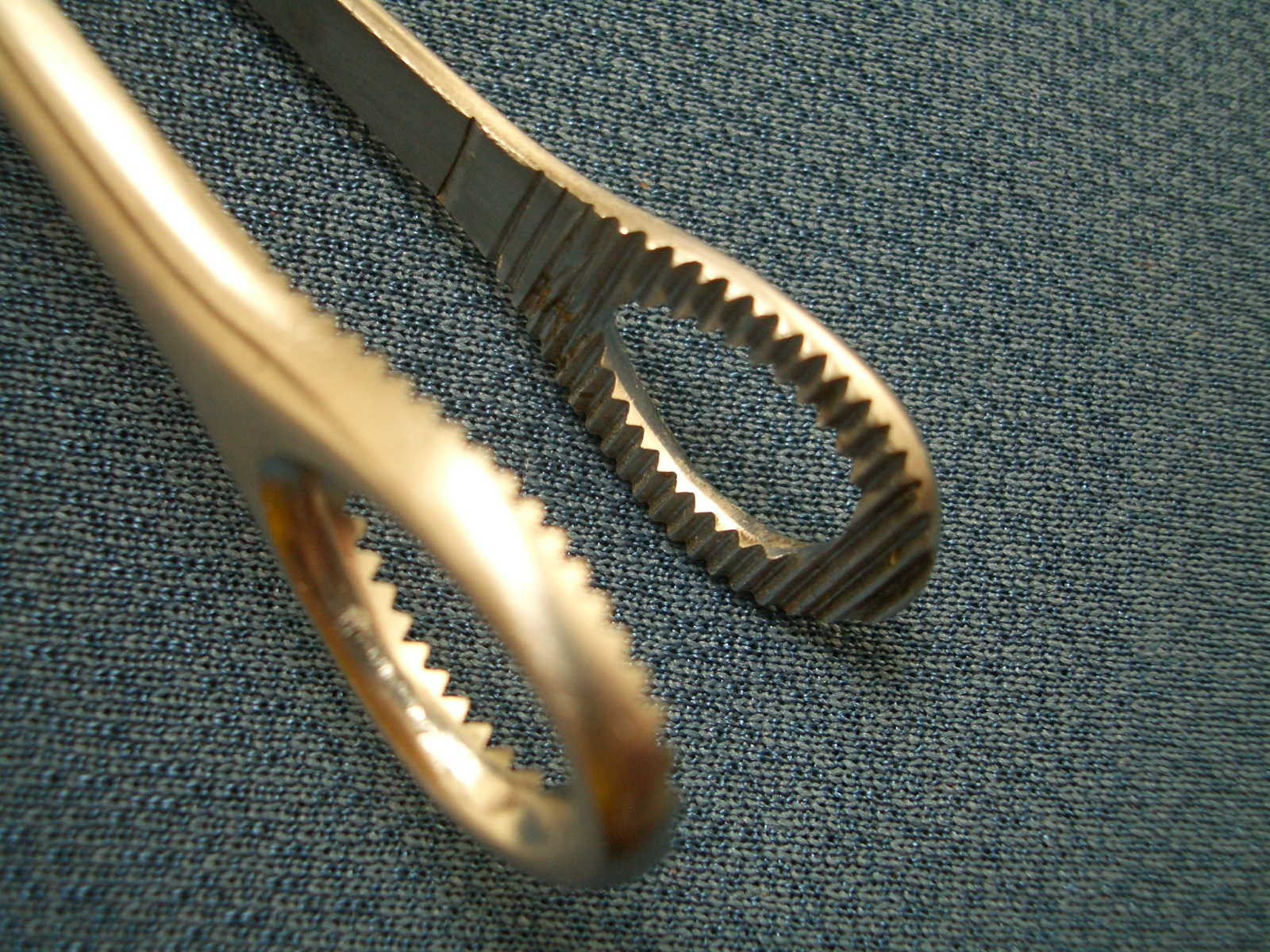
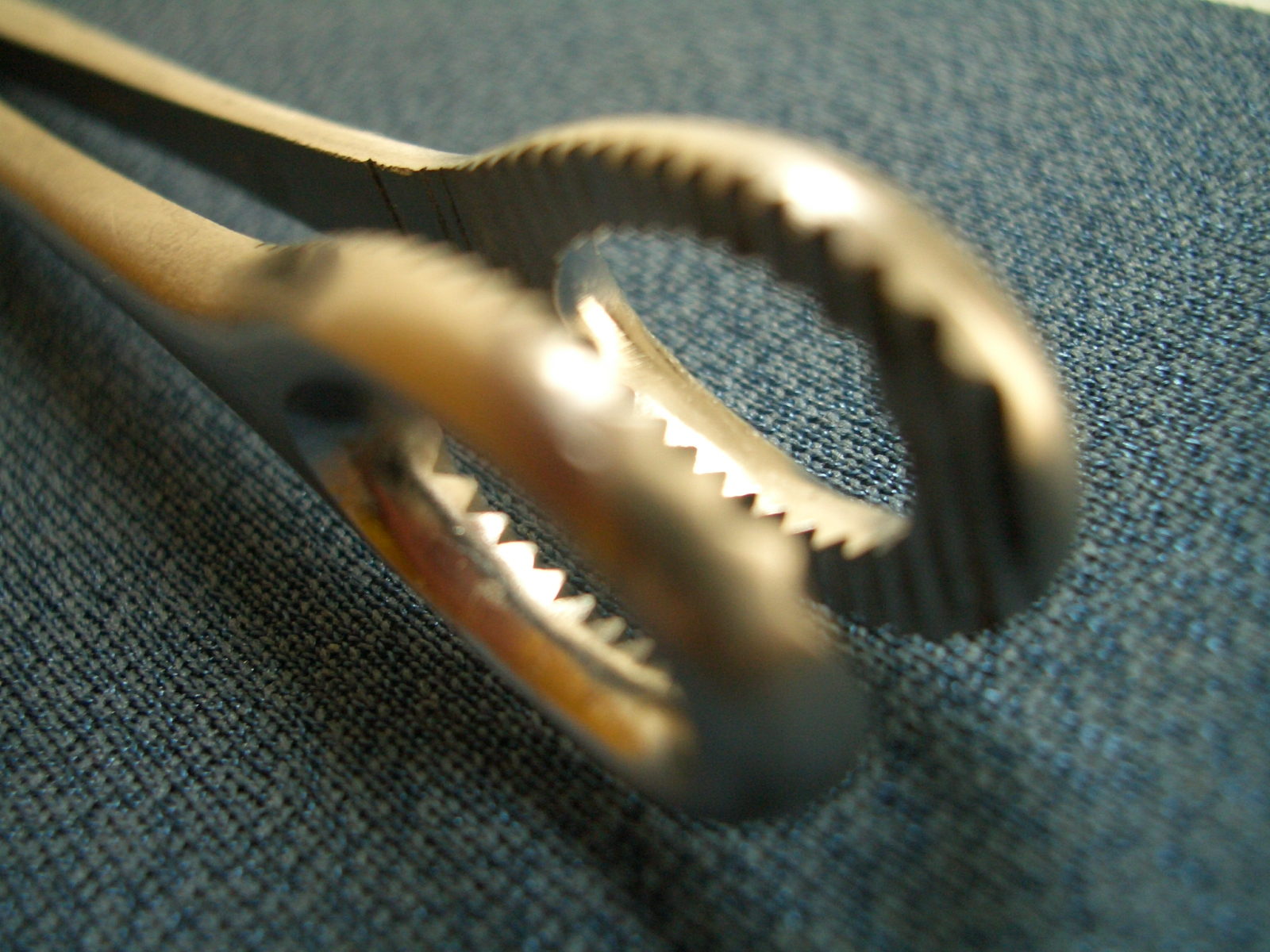